# Cantó de Lei Penas de Mirabèu
El cantó de Lei Penas de Mirabèu és un cantó francès del departament de les Boques del Roine, situat al districte d'Ais de Provença. Té 3 municipis i el cap és Lei Penas de Mirabèu.

## Municipis
- Cabriés
- Lei Penas de Mirabèu
- Seteme

| Data d'elecció                           | Identitat     | Partit                    | Qualitat |
| ---------------------------------------- | ------------- | ------------------------- | -------- |
| 1992-1998                                | Victor Mellan | PS                        |          |
| 1998-                                    | Michel Amiel  | Divers gauche, després PS |          |
| les dades anteriors no són pas conegudes |               |                           |          |